# Бландфорд (Массачусетс)
Бландфорд (англ. Blandford) — місто (англ. town) в США, в окрузі Гемпден штату Массачусетс. Населення — 1215 осіб (2020).

## Демографія
Згідно з переписом 2010 року, у місті мешкали 1233 особи в 492 домогосподарствах у складі 358 родин. Було 574 помешкання
Расовий склад населення:
| - 98,4 % — білих - 0,3 % — чорних або афроамериканців - 0,3 % — азіатів - 0,2 % — корінних американців |

До двох чи більше рас належало 0,6 %. Частка іспаномовних становила 1,4 % від усіх жителів.
За віковим діапазоном населення розподілялося таким чином: 20,0 % — особи молодші 18 років, 66,7 % — особи у віці 18—64 років, 13,3 % — особи у віці 65 років та старші. Медіана віку мешканця становила 46,1 року. На 100 осіб жіночої статі у місті припадало 107,9 чоловіків;  на 100 жінок у віці від 18 років та старших — 104,1 чоловіків також старших 18 років.
Середній дохід на одне домашнє господарство  становив 78 224 долари США (медіана — 62 875), а середній дохід на одну сім'ю — 82 932 долари (медіана — 72 188). Медіана доходів становила 54 138 доларів для чоловіків та 49 583 долари для жінок. За межею бідності перебувало 7,1 % осіб, у тому числі 18,8 % дітей у віці до 18 років та 2,2 % осіб у віці 65 років та старших.
Цивільне працевлаштоване населення становило 688 осіб. Основні галузі зайнятості: освіта, охорона здоров'я та соціальна допомога — 19,8 %, роздрібна торгівля — 14,1 %, виробництво — 13,5 %.